# 30. lipnja
30. lipnja (30. 6.) 181. je dan godine po gregorijanskom kalendaru (182. u prijestupnoj godini).
Do kraja godine imaju još 184 dana.

## Događaji
- 296. – Početak pontifikata pape Marcelina
- 1559. – U dvoboju je teško ranjen francuski kralj Henrik II.
- 1882. – Charles Guietau obješen je u Washingtonu zbog atentata na predsjednika Garfielda.
- 1883. – Objavljeno je prvo izdanje Crne strijele Roberta Louisa Stevensona.
- 1905. – Albert Einstein objavio svoj članak O elektrodinamici gibajućih tijela u kojem predstavlja posebnu relativnost.
- 1908. – Nerazjašnjena eksplozija u Sibiru
- 1934. – U Trećem Reichu zbila se Noć dugih noževa, u kojoj se Adolf Hitler riješio svojih političkih protivnika.
- 1960. – Demokratska Republika Kongo proglasila neovisnost
- 1972. – U koordinirano svjetsko vrijeme uvedena prijestupna sekunda

| - 1685. – John Gay, engleski književnik († 1732.) - 1810. – Stanko Vraz, hrvatski književnik († 1851.) - 1863. – Alberico Crescitelli, talijanski misionar i svetac († 1900.) - 1878. – Franjo Hanaman, hrvatski izumitelj († 1941.) - 1893. – Walter Ulbricht, njemački političar i državnik († 1973.) - 1938. – Mirko Novosel, hrvatski košarkaški trener († 2023.) - 1961. – Ksenija Pajić, hrvatska glumica - 1964. – Jürgen Klinsmann, njemački nogometaš i trener - 1975. – Ralf Schumacher, njemački automobilist (Formula 1) - 1985. – Michael Phelps, američki plivač | 1863. - 350. – Nepotijan, rimski vladar - 1224. (ili 1222.) – Adolf od Osnabrücka, njemački biskup i svetac (* o. 1185.) - 1910. – Ivan Trnski, hrvatski književnik (* 1819.) - 1934. – Kurt von Schleicher, njemački general i političar (* 1882.) - 1966. – Giuseppe Farina, talijanski automobilist (* 1906.) - 1968. – Franjo Košćec, hrvatski entomolog (* 1882.) - 2001. – Chet Atkins, američki gitarist (* 1924.) - 2012. – Jichak Šamir, izraelski političar (* 1915.) - 2014. – Željko Šturanović, crnogorski političar (* 1960.) - 2020. – Ivo Banac – hrvatski povjesničar (* 1947.) |

## Blagdani i spomendani
- Rimski prvomučenici
- Sveti Teobald iz Provance
- Dan nezavisnosti u Demokratskoj Republici Kongo